# سوغوت
سوغوت (بالتركية: Söğüt) وتُكتب باللغة العثمانية «سكود». هي مدينة ومنطقة من محافظة بيلجيك في منطقة مرمرة في تركيا.

## أصل التسمية
كلمة سوغوت (بالتركية: Söğüt) تعني «شجر الصفصاف» في اللغة التركية.

## التاريخ
كانت سوغوت أول عاصمة للإمبراطورية العثمانية من عام 1299م إلى 1335م، إلى أن نقلت العاصمة إلى مدينة بورصة في عام 1326م

## شهرة المدينة
تشتهر سوغوت بكونها مهد الإمبراطورية العثمانية وموقع تواجد ضريح أرطغرل وأب مؤسس الدولة العثمانية السلطان عثمان الأول.

## موقعها الجغرافي
مساحة منطقة سوغوت 599 كم2 ويحدها من الغرب بيلجيك، ومن الشمال غولبازاري، ومن الشمال الشرقي انحصار، ومن الجنوب الشرقي أسكي شهير. تبعد سوغوت 31 كم من بيلجيك و 52 كم من اسكيشهر.
تضم سوغوت 5 أحياء و23 قرية.

## التعداد السكني
كان تعداد السكان عام 2000 هو 21012 نسمة، ولكن وفقا لتعداد 2010 كانت تقديرات السكان 19425.

## الاقتصاد
ويعتمد اقتصادها على اسكيشهر.

## رئاسة البلدية
عمدة المدينة الحالي هو عثمان جونش (حزب العدالة والتنمية).

## معرض الصور

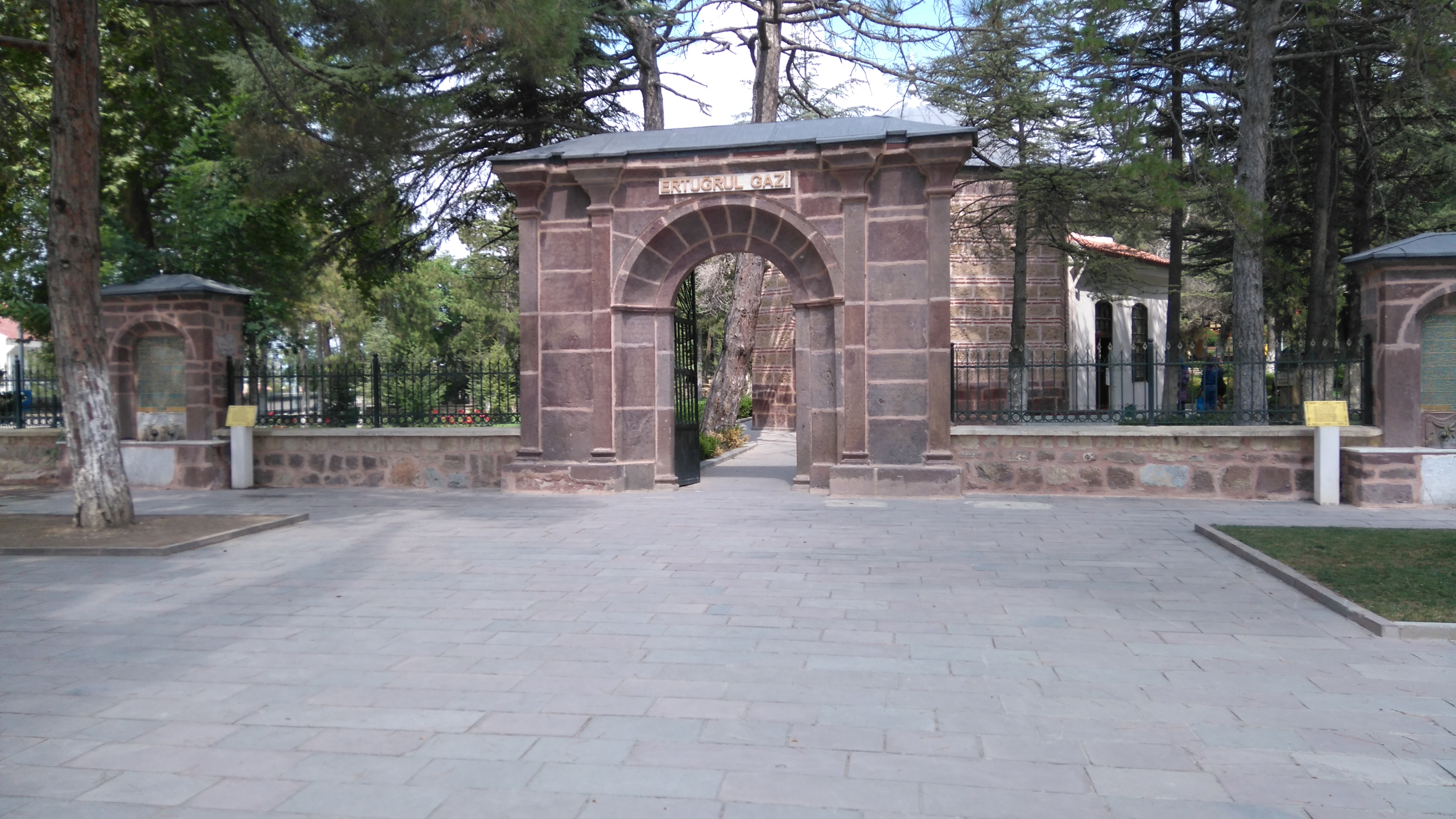
مقبرة أرطغرل بمدينة سوغوت.
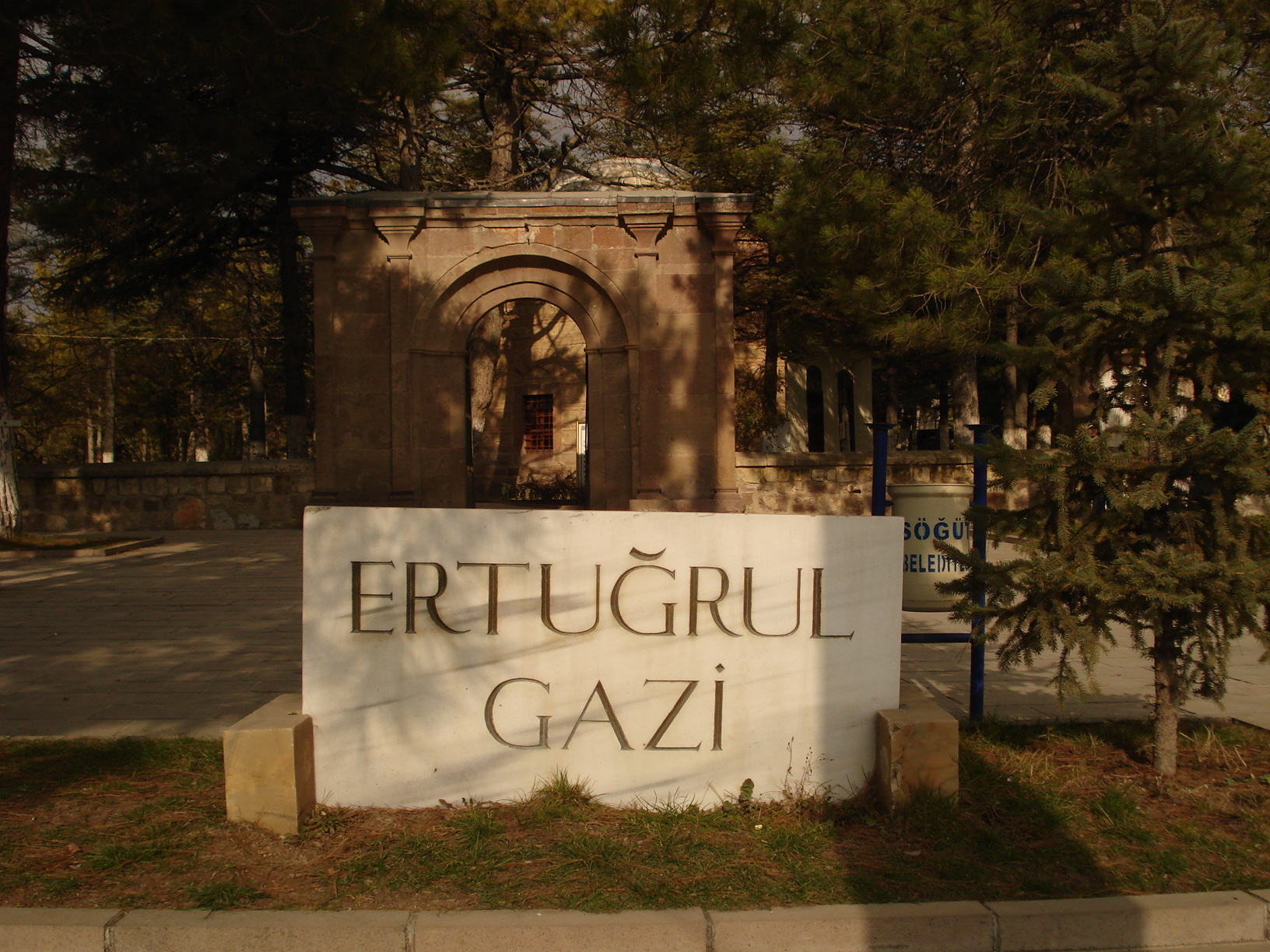
مدخل مقبرة أرطغرل بمدينة سوغوت.
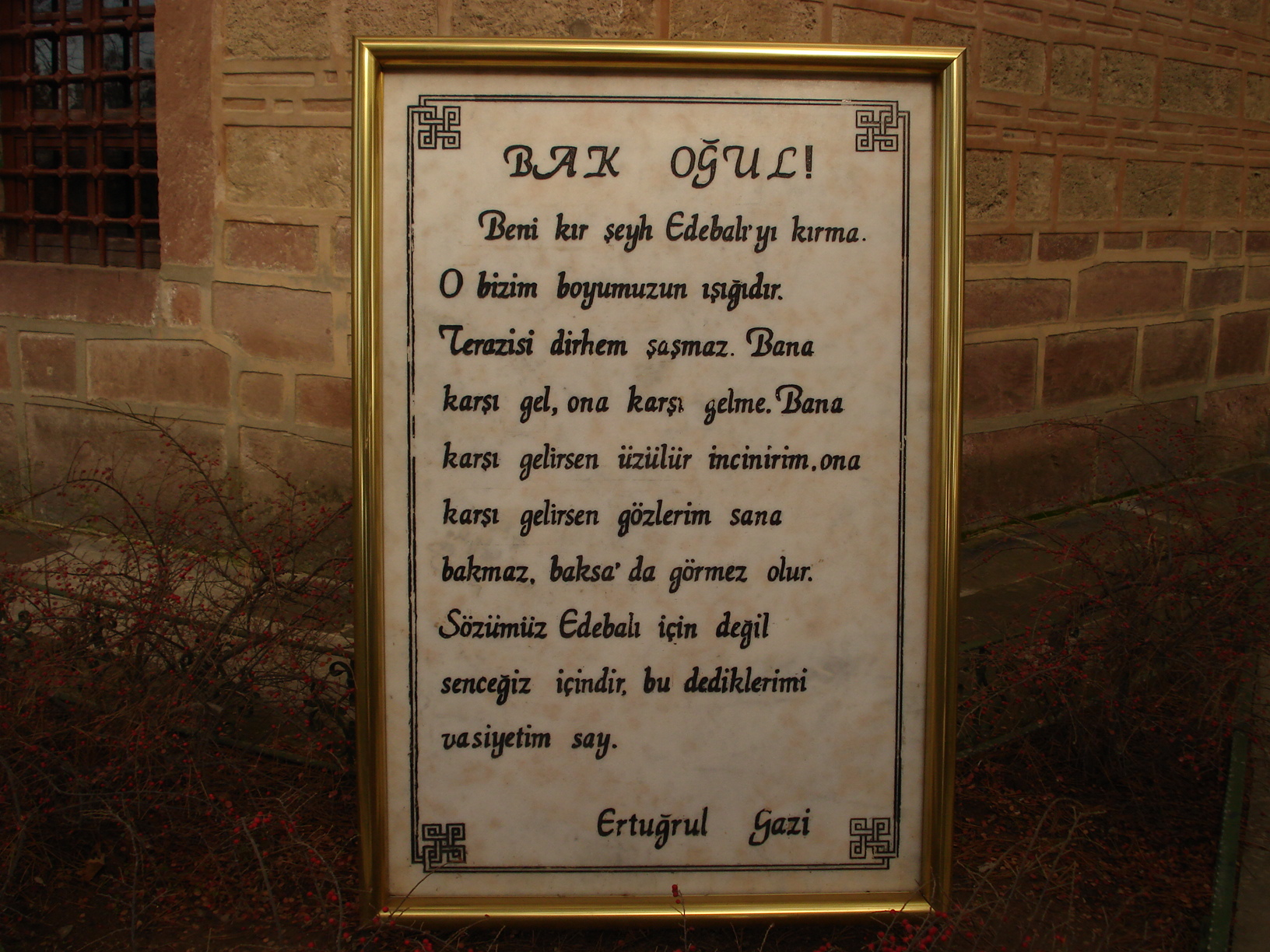
رسالة الغازي أرطغرل إلى ابنه عثمان الأول، موجودة بحديقة مقبرة الغازي أرطغرل بمدينة سوغوت.
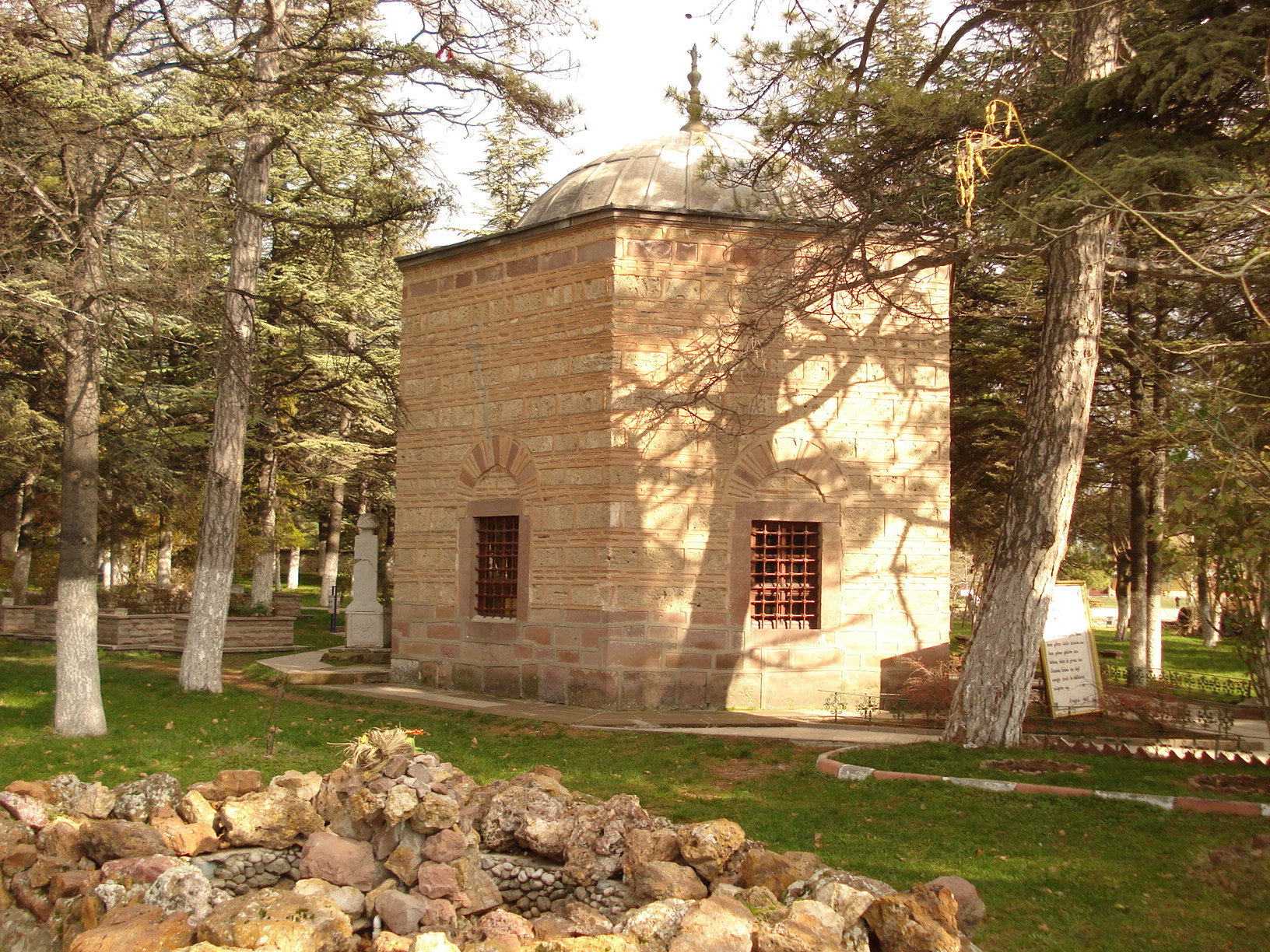
المبنى الذي يحوي قبر أرطغرل.
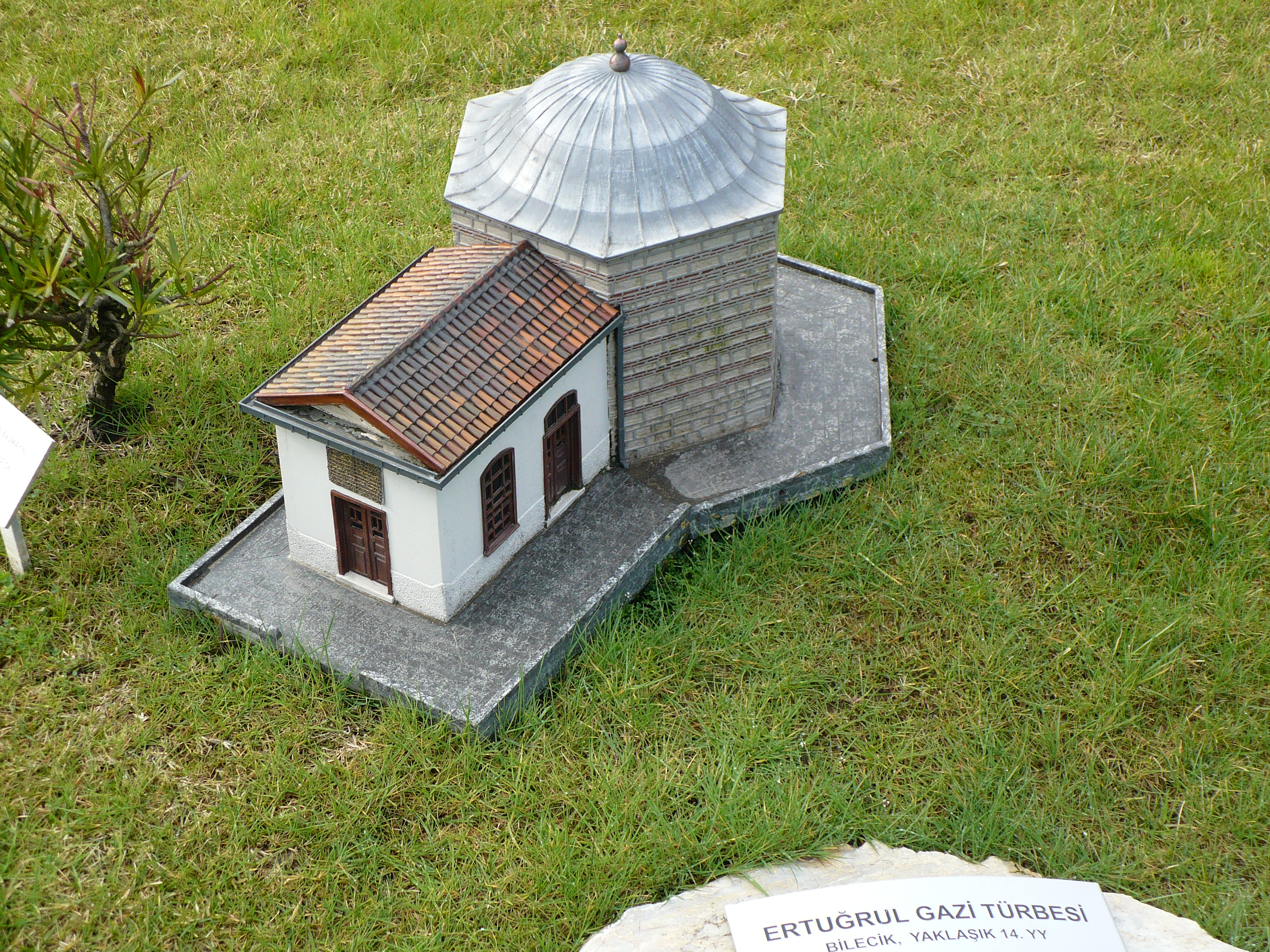
مجسم مصغّر للمبني الذي يحوي قبر أرطغرل.
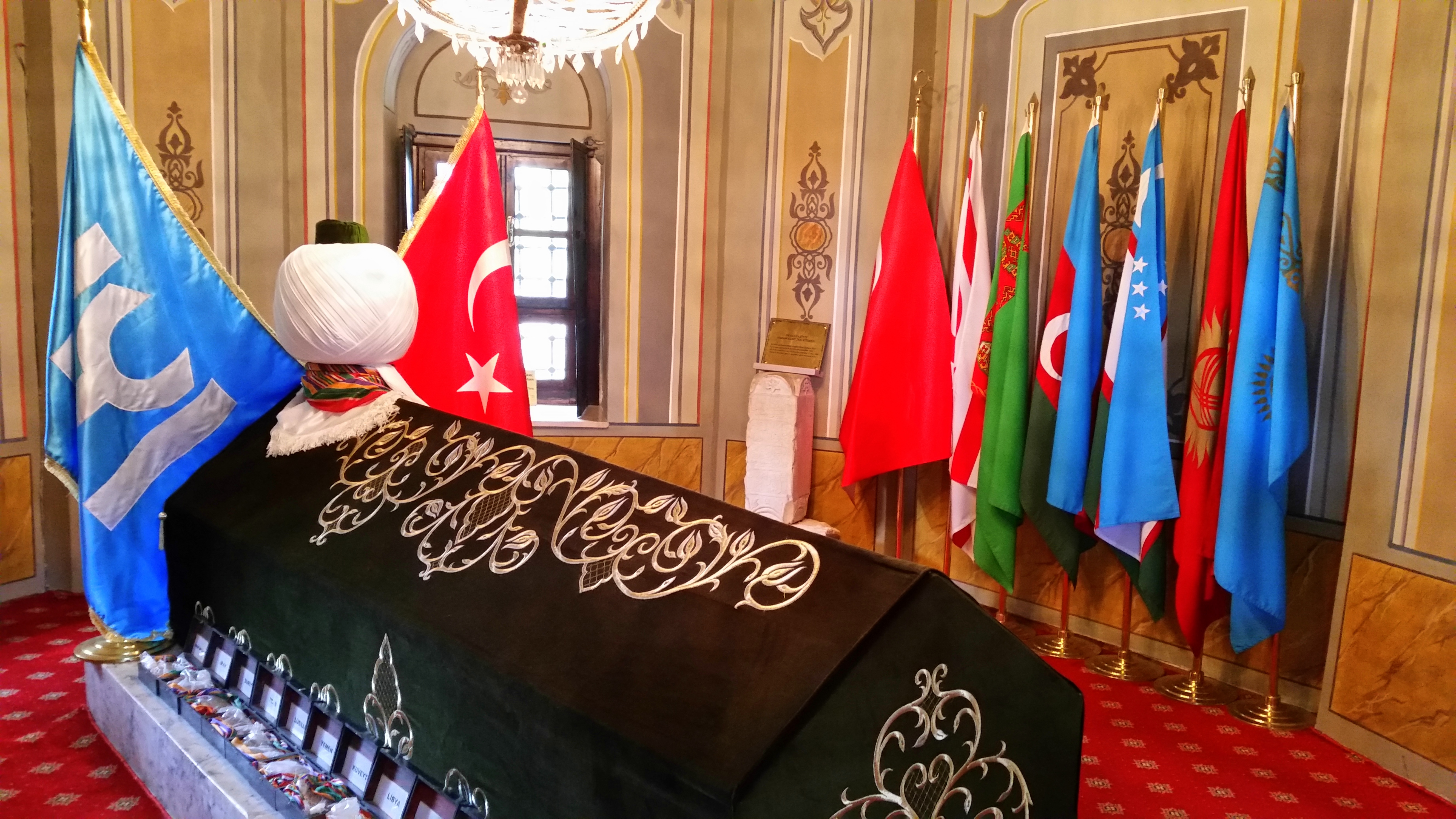
قبر أرطغرل.
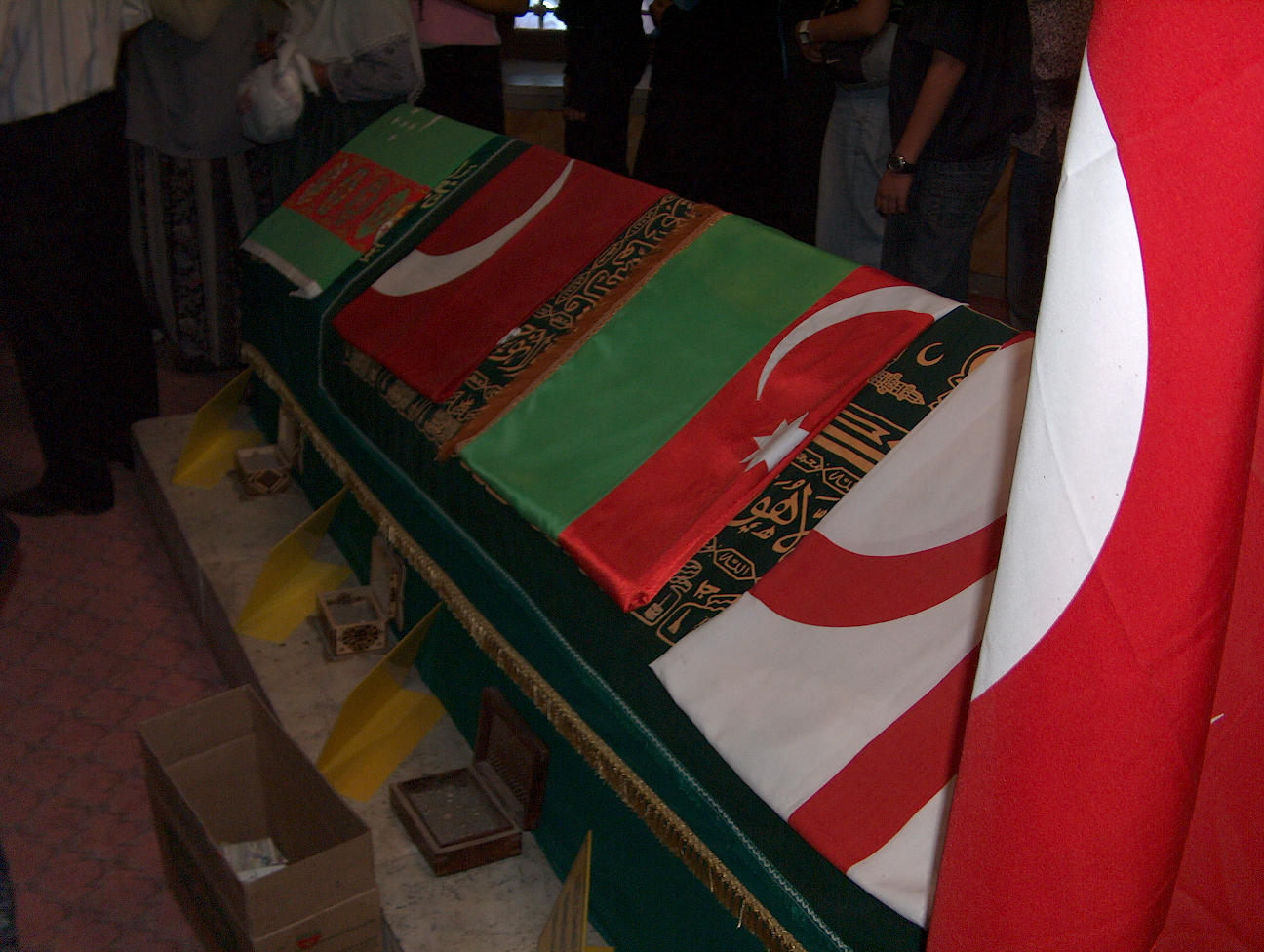
كفن أرطغرل.
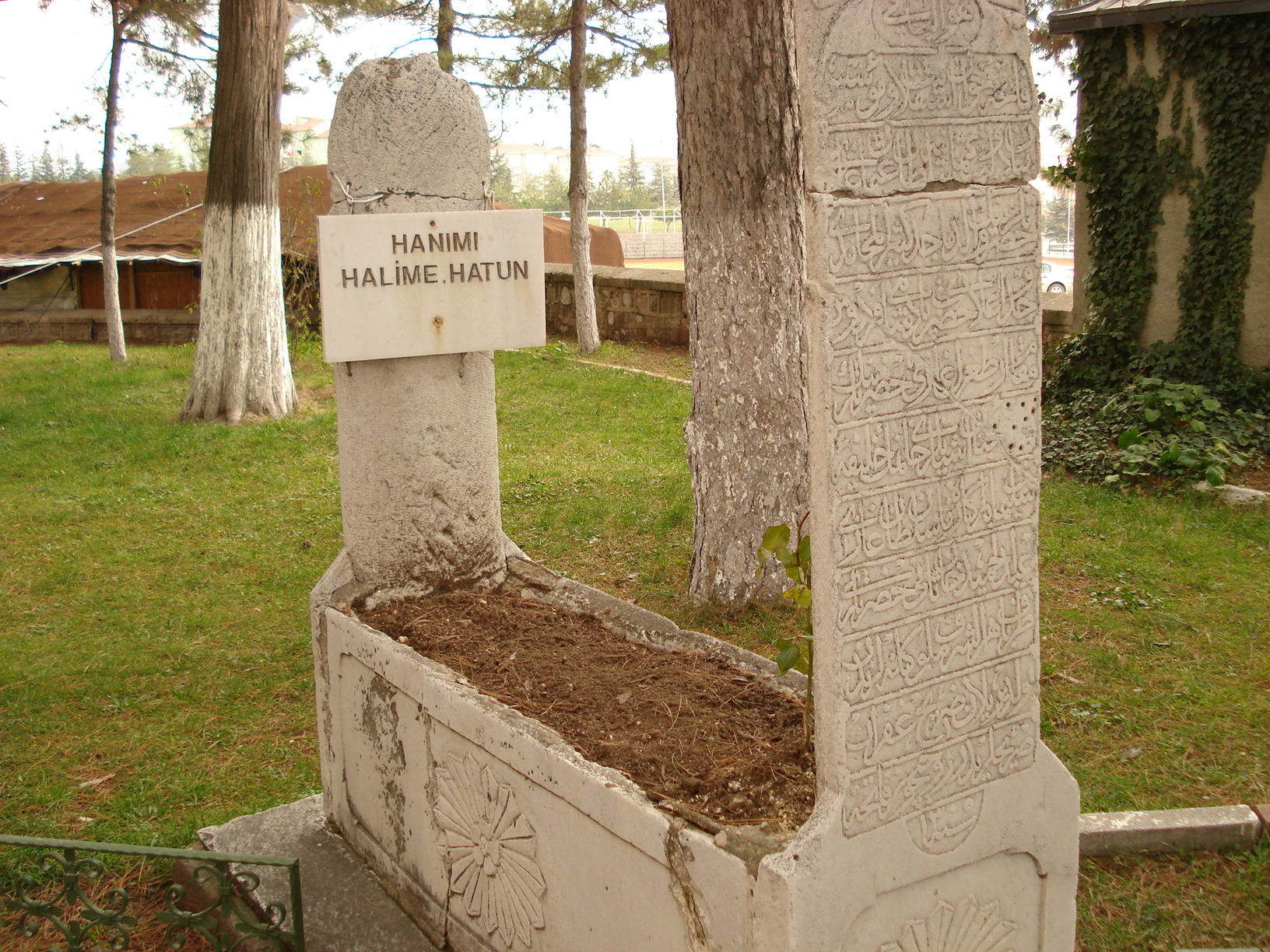
قبر "حليمة خاتون" هانم، زوجة أرطغرل، بمقبرة أرطغرل بمدينة سوغوت.
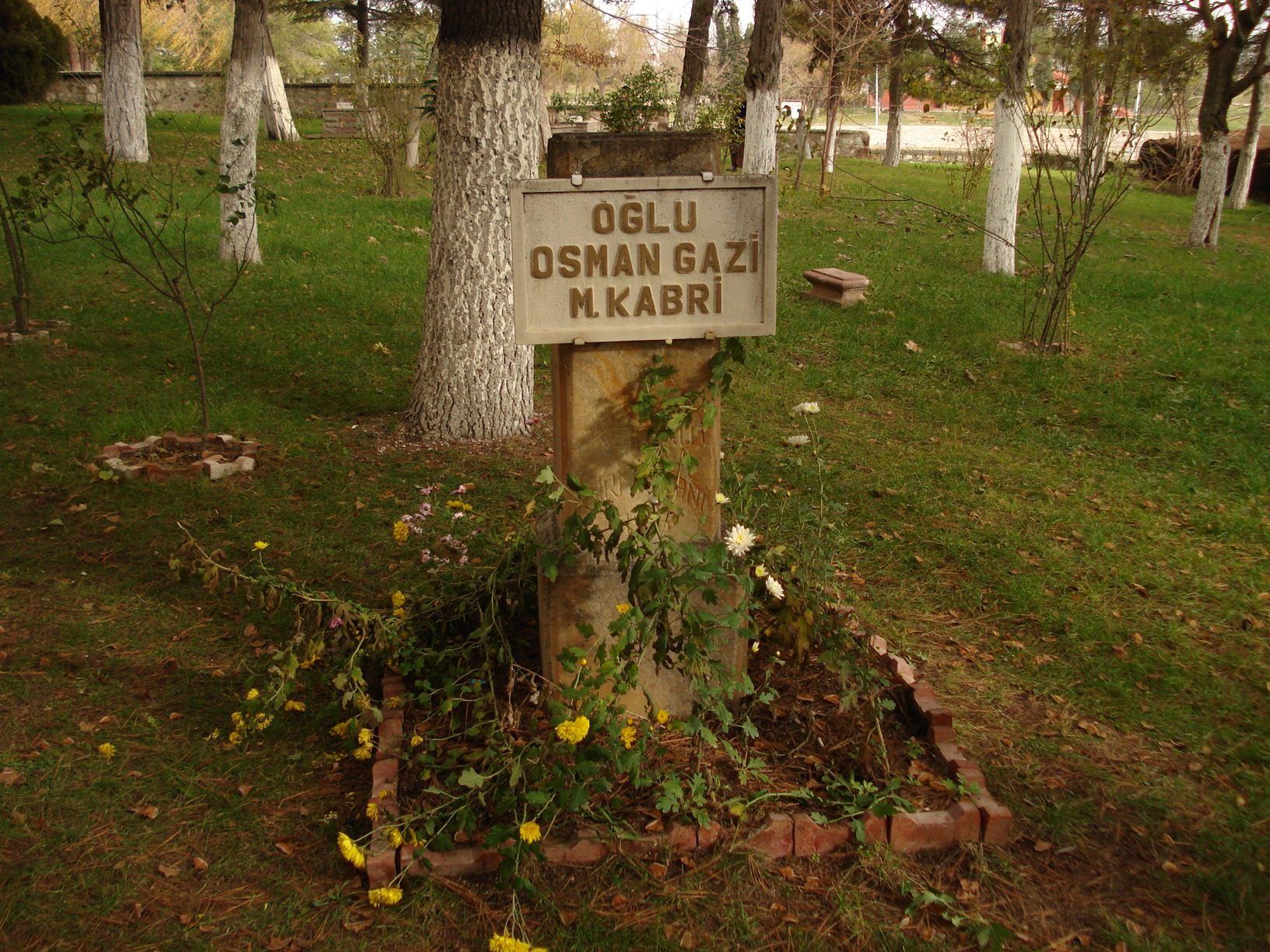
قبر "عثمان الأول" ابن أرطغرل، بمقبرة أرطغرل بمدينة سوغوت.
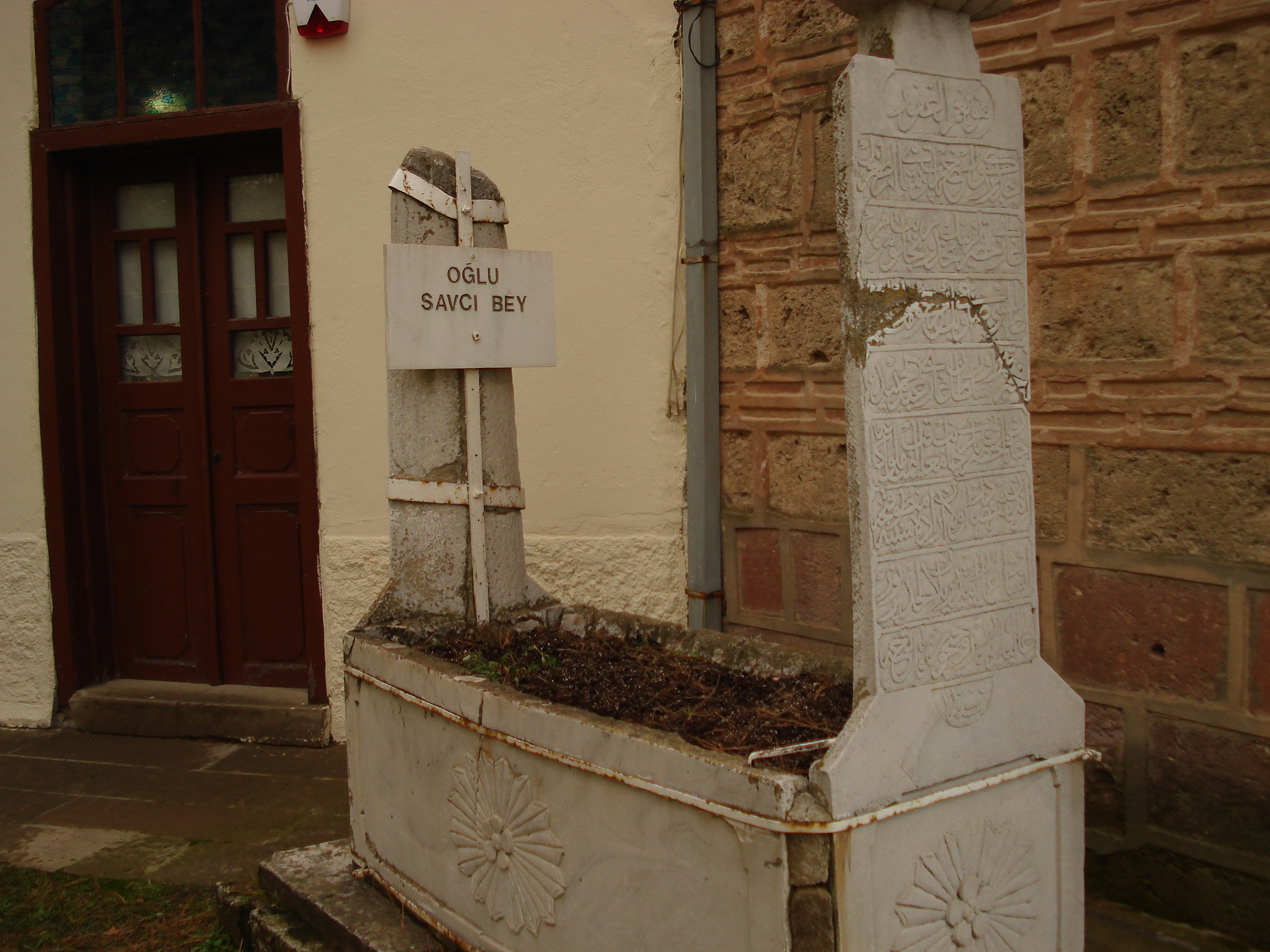
قبر "سافجي باي"، ابن أرطغرل، بمقبرة أرطغرل بمدينة سوغوت.
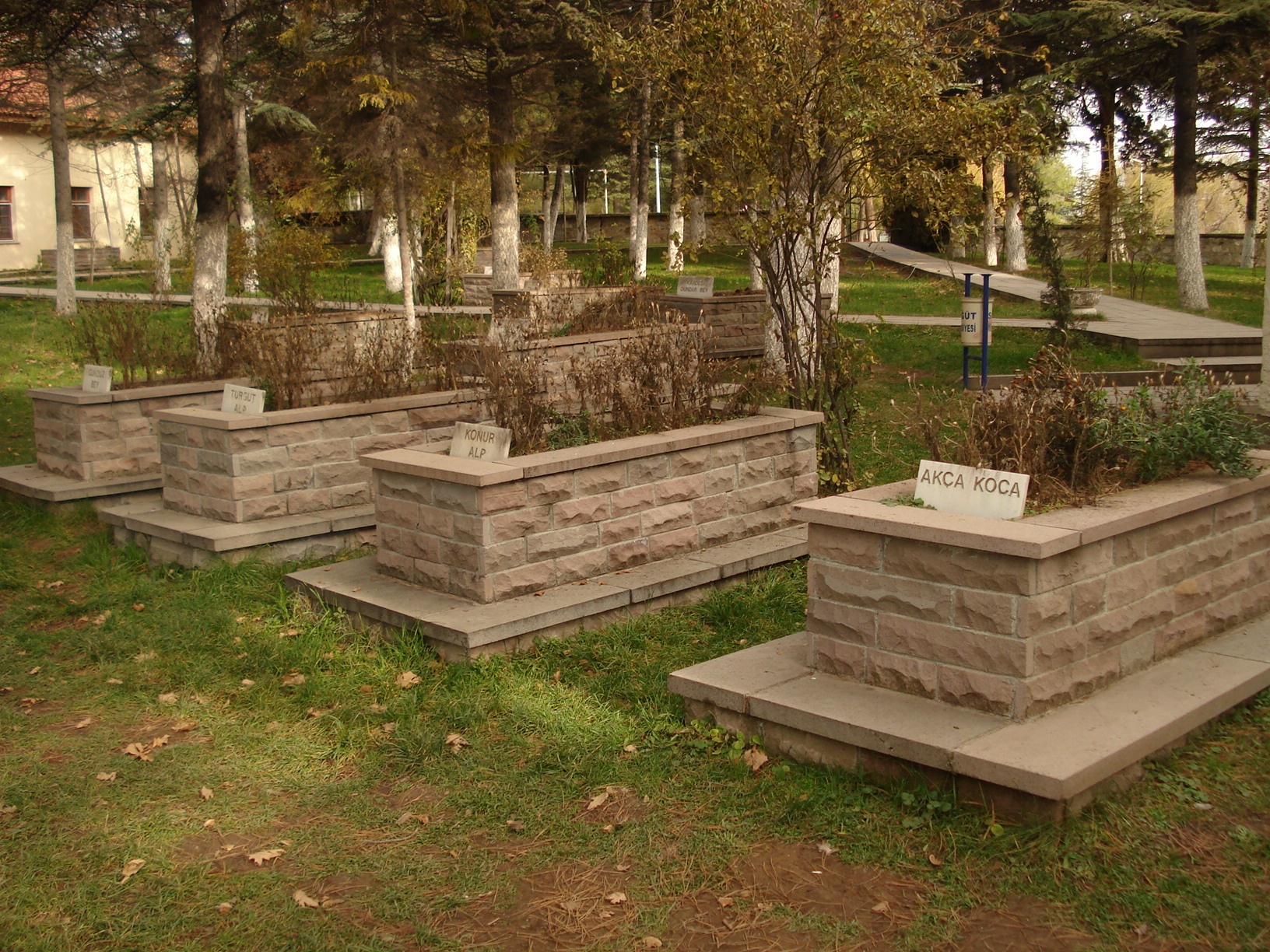
قبور أخرى بحديقة مقبرة الغازي أرطغرل، ومنها قبر "تورغوت ألب"، الثالث من يمين الصورة.
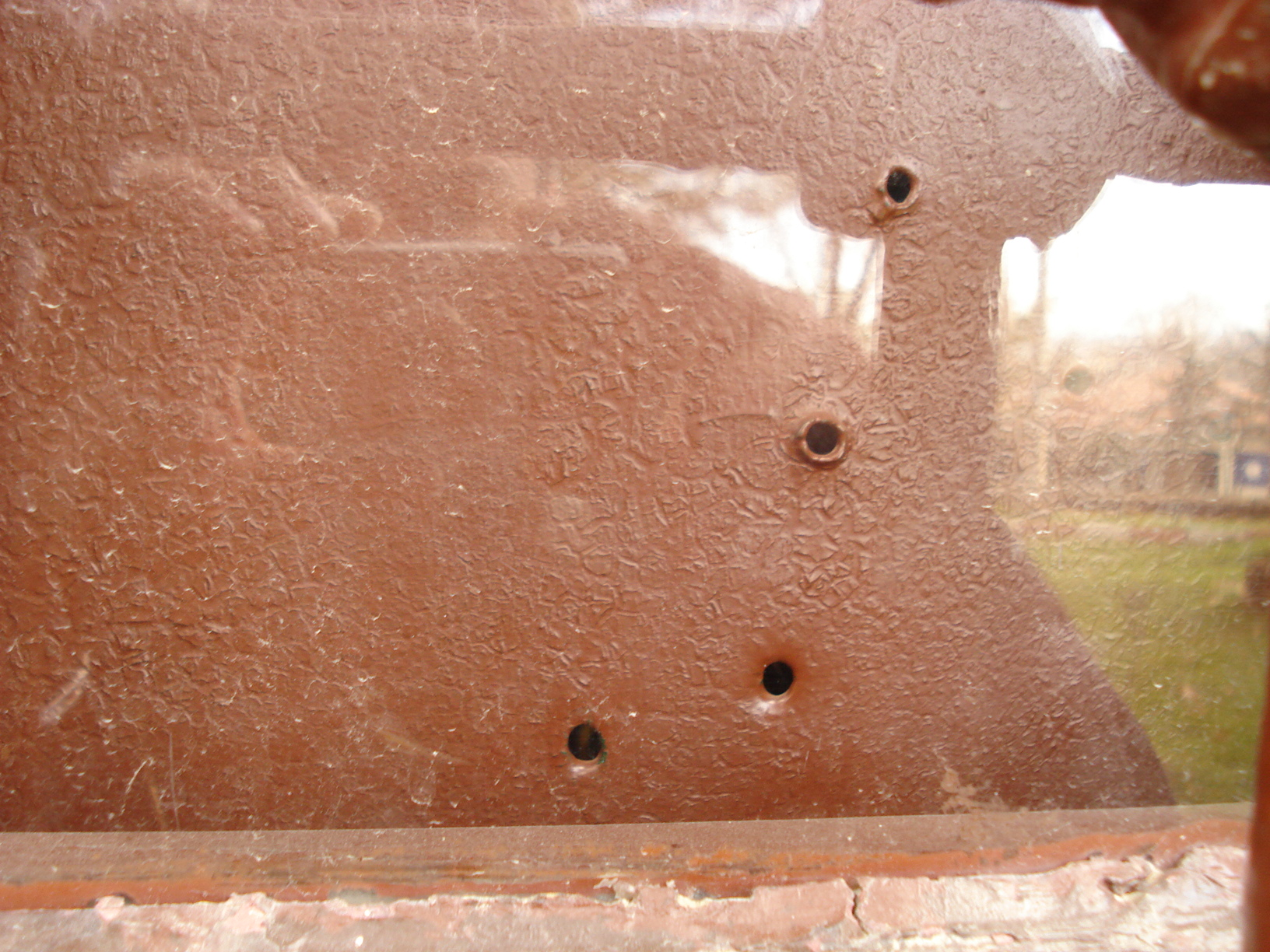
صورة لطلقات الرصاص على نافذة مبنى قبر أرطغرل، أطلقها الجنود اليونانيون الذين احتلوا مدينة سوغوت عام 1921م.
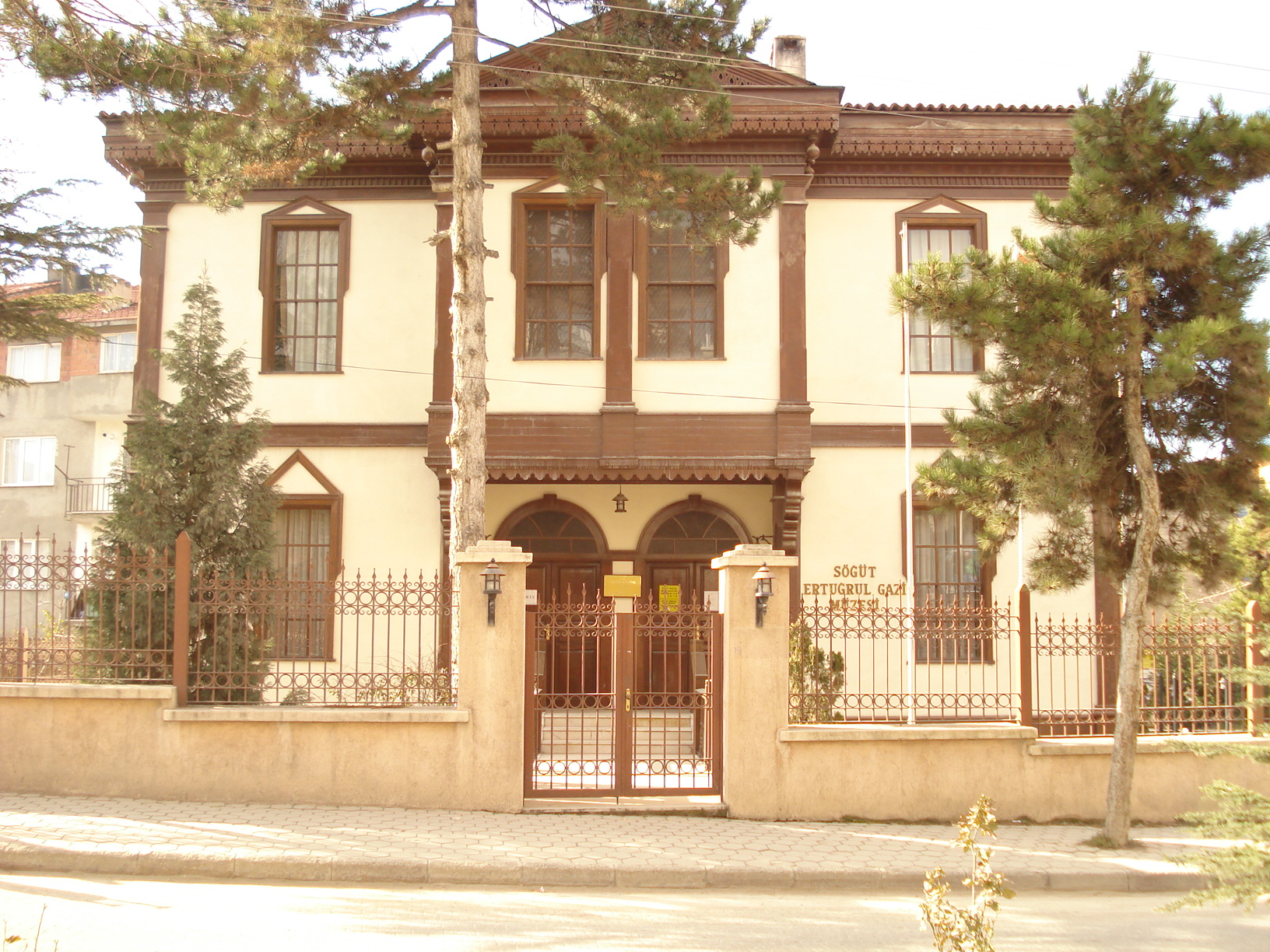
متحف أرطغرل غازي بمدينة سوغوت.
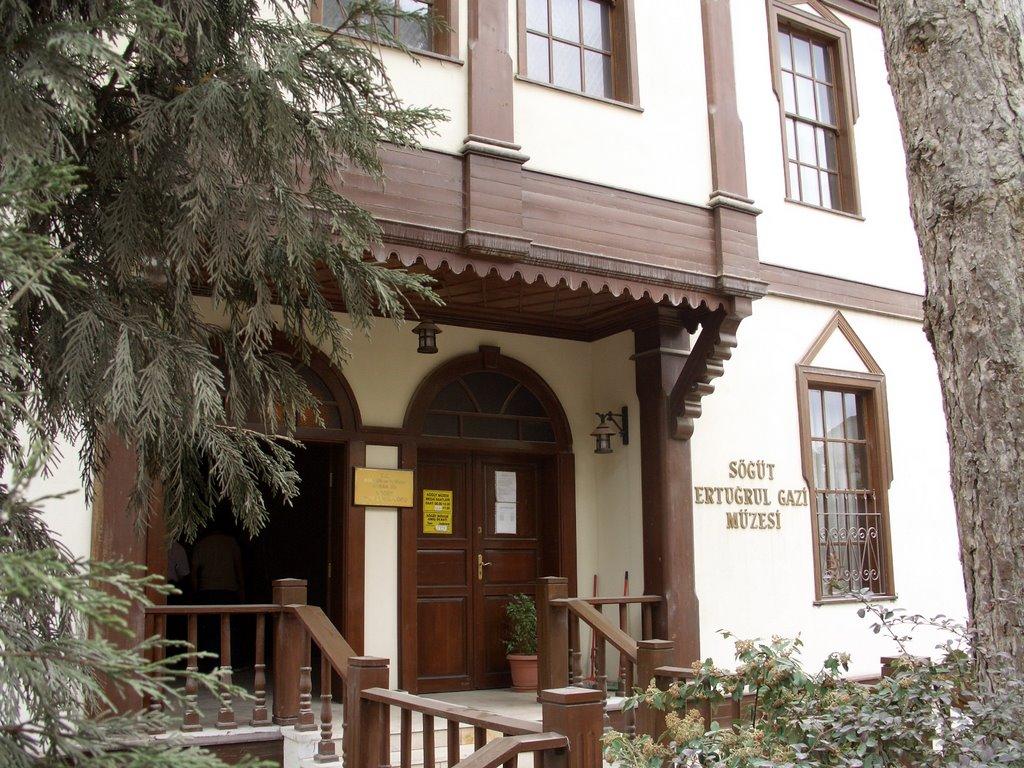
مدخل متحف أرطغرل غازي بمدينة سوغوت.